# Joan Coll (organista)
Joan Coll (? – 1607) fou un clergue i organista català.
A partir de l'any 1586, fou el primer organista que apareix consignat de forma regular en la nòmina dels organistes de la basílica de Santa Maria d'Igualada. Tenim constància d'un rebut del 13 de febrer de l'any 1586, que acreditava la seva vinculació amb l'orgue de l'església parroquial durant els anys 1585 – 1586.
Entre els anys 1586 i 1590, compartí de forma alternada amb Andreu Bessier en l'exercici de l'organistia de la basílica igualadina. En un rebut de l'agost de 1591 hi apareix «mº Joan Coll prevere y organiste de dita vila de x ll en paga y porrata de sa conducta de organiste en lo any present». El 15 de juliol de 1593, va rebre tots els deutes que tenia pendents des de 1585; sembla que Coll va marxar a causa d'aquest incompliment i devia retornar amb el compromís d'obtenir aquesta satisfacció per part dels consellers.
Gràcies a un llistat de préstec que el Consell de la Vila feia d'ordi, blat i palla als seus vilatans, sabem que «Mº Joan Coll organiste» residia a Igualada el 1585; en canvi, no figurava en el “Memorial dels habitants en la vila de Agualada repartits en denes” de 1594. Entre els anys 1593 i 1606, va exercici l'organistia amb regularitat, cobrant el sou en dues partides de «mitja anyada» de 8 lliures 2 sous i 6 diners, cadascuna. Sabem que l'any 1590 va ser el responsable de fer cantar el «miserere a cant d'orgue y salmejat» en la processó que conduí la sagrada imatge de la capella del Roser al temple de Santa Maria.
Joan Coll va traspassar el 26 d'abril de 1607 i fou enterrat «[…] en dita parroquial mon. Joan Coll prevere beneficiat y organista de la present església […]»